# Erik Langby
Erik Vilhelm Langby, född 28 februari 1951 i Högalids församling i Stockholm, är en svensk moderat politiker.
Erik Langby, som delvis är uppvuxen i Nacka, var kommunalråd i Nacka samt ordförande för kommunstyrelsen i Nacka mellan 1983 och 2012. Han var även ledamot i styrelsen för Sveriges Kommuner och Landsting, ledamot i Moderata samlingspartiets partistyrelse och 2004–2008 ordförande för Moderaternas länsförbund i Stockholms län.
2003 mottog Langby Anne Wibbles pris för föredömligt och nydanande samhällsengagerat ledarskap och 2005 H. M. Konungens medalj för betydelsefulla kommunalpolitiska insatser.
Langby är ledamot av förbundsstyrelsen för Ungdomsförbundet Sveriges Flotta och aktiv skolchef för Assö Seglarskola samt ledamot i styrelsen för stiftelsen ”Av egen kraft”. Han har tidigare varit ordförande i ”Kajsa och Olle Nymans Kulturstiftelse”.
Langby är sedan 2012 bosatt i Sigtuna och valdes 2018 till ordförande för kommunfullmäktige i Sigtuna kommun.

## Tidigare uppdrag
- Ordförande för Kommunförbundet i Stockholms län sedan 1986 (1:e vice ordförande 1995–98)
- Ledamot Stockholms läns landsting (SLL)
- Ordförande i Regionplanenämnden
- Ledamot i insynsrådet för Länsstyrelsen i Stockholms län